# Aire urbaine d'Angers
L'aire urbaine d'Angers est une aire urbaine française constituée autour de l'agglomération d'Angers (Maine-et-Loire).
Ses limites ont été redéfinies en 2010. Elle comprend alors 133 communes. De nombreux regroupements de communes en communes nouvelles en 2016, 2017 et 2019 amènent ce nombre à 77. En 2017, ses 422 654 habitants faisaient d'elle la 23e des aires urbaines françaises.

## Données générales
D'après la nouvelle délimitation de l'INSEE en 2010, l'aire urbaine d'Angers est composée en 2019 de 77 communes, toutes situées dans le département de Maine-et-Loire .
Elle inclut l'unité urbaine d'Angers, mais aussi celles de Beaufort-en-Anjou, Brain-sur-l'Authion, Brissac Loire Aubance, Les Hauts-d'Anjou, La Ménitré, Le Lion d'Angers, Loire Authion, Mazé-Milon, Montreuil-Juigné, Saint-Georges-sur-Loire, Saint-Lambert-la-Potherie, Seiches-sur-le-Loir, Tiercé et Verrières-en-Anjou.
Elle comptait, en 2017, 422 654 habitants pour 2 463,40 km2, soit une densité de 172 hab./km2.

## Composition
Les 77 communes de l'aire urbaine d'Angers sont les suivantes :
| Nom                       | Code Insee | Statut           | Superficie (km2) | Population (dernière pop. légale) | Densité (hab./km2) |
| ------------------------- | ---------- | ---------------- | ---------------- | --------------------------------- | ------------------ |
| Angers                    | 49007      |                  | 42,71            | 157 555 (2022)                    | 3 689              |
| Avrillé                   | 49015      |                  | 15,84            | 15 225 (2022)                     | 961                |
| Baracé                    | 49017      |                  | 13,46            | 629 (2022)                        | 47                 |
| Beaucouzé                 | 49020      |                  | 19,34            | 5 618 (2022)                      | 290                |
| Beaufort-en-Anjou         | 49021      | commune nouvelle | 42,04            | 6 893 (2022)                      | 164                |
| Beaulieu-sur-Layon        | 49022      |                  | 12,78            | 1 346 (2022)                      | 105                |
| Bécon-les-Granits         | 49026      |                  | 46,17            | 2 781 (2022)                      | 60                 |
| Béhuard                   | 49028      |                  | 2,21             | 119 (2022)                        | 54                 |
| Bellevigne-en-Layon       | 49345      | commune nouvelle | 94,37            | 5 874 (2022)                      | 62                 |
| Blaison-Saint-Sulpice     | 49029      | commune nouvelle | 24,35            | 1 317 (2022)                      | 54                 |
| Les Bois d'Anjou          | 49138      | commune nouvelle | 60,22            | 2 531 (2022)                      | 42                 |
| Bouchemaine               | 49035      |                  | 19,81            | 6 635 (2022)                      | 335                |
| Briollay                  | 49048      |                  | 14,28            | 3 193 (2022)                      | 224                |
| Brissac Loire Aubance     | 49050      | commune nouvelle | 120,89           | 11 000 (2022)                     | 91                 |
| Cantenay-Épinard          | 49055      |                  | 16,1             | 2 397 (2022)                      | 149                |
| Chambellay                | 49064      |                  | 12,86            | 409 (2022)                        | 32                 |
| Champtocé-sur-Loire       | 49068      |                  | 36,76            | 1 837 (2022)                      | 50                 |
| La Chapelle-Saint-Laud    | 49076      |                  | 10,63            | 820 (2022)                        | 77                 |
| Cheffes                   | 49090      |                  | 17,35            | 1 036 (2022)                      | 60                 |
| Chenillé-Champteussé      | 49067      | commune nouvelle | 16,78            | 341 (2022)                        | 20                 |
| Cornillé-les-Caves        | 49107      |                  | 10,38            | 481 (2022)                        | 46                 |
| Corzé                     | 49110      |                  | 31,49            | 1 982 (2022)                      | 63                 |
| Denée                     | 49120      |                  | 15,6             | 1 448 (2022)                      | 93                 |
| Écouflant                 | 49129      |                  | 17,02            | 4 614 (2022)                      | 271                |
| Écuillé                   | 49130      |                  | 12,55            | 661 (2022)                        | 53                 |
| Erdre-en-Anjou            | 49367      | commune nouvelle | 89,94            | 5 784 (2022)                      | 64                 |
| Étriché                   | 49132      |                  | 19,6             | 1 567 (2022)                      | 80                 |
| Feneu                     | 49135      |                  | 25,52            | 2 216 (2022)                      | 87                 |
| Les Garennes sur Loire    | 49167      | commune nouvelle | 25,25            | 4 670 (2022)                      | 185                |
| Gennes-Val-de-Loire       | 49261      | commune nouvelle | 144,94           | 8 452 (2022)                      | 58                 |
| Grez-Neuville             | 49155      |                  | 26,9             | 1 437 (2022)                      | 53                 |
| Les Hauts-d'Anjou         | 49080      | commune nouvelle | 143,36           | 8 712 (2022)                      | 61                 |
| Huillé-Lézigné            | 49174      | commune nouvelle | 21,83            | 1 304 (2022)                      | 60                 |
| Jarzé Villages            | 49163      | commune nouvelle | 60,5             | 2 792 (2022)                      | 46                 |
| Juvardeil                 | 49170      |                  | 18,95            | 828 (2022)                        | 44                 |
| Le Lion-d'Angers          | 49176      | commune nouvelle | 47,74            | 5 343 (2022)                      | 112                |
| Loire-Authion             | 49307      | commune nouvelle | 113,66           | 16 588 (2022)                     | 146                |
| Longuenée-en-Anjou        | 49200      | commune nouvelle | 53,5             | 6 453 (2022)                      | 121                |
| Marcé                     | 49188      |                  | 21,09            | 846 (2022)                        | 40                 |
| Mazé-Milon                | 49194      | commune nouvelle | 41,79            | 5 770 (2022)                      | 138                |
| La Ménitré                | 49201      |                  | 17,37            | 2 057 (2022)                      | 118                |
| Montreuil-Juigné          | 49214      |                  | 13,81            | 7 811 (2022)                      | 566                |
| Montreuil-sur-Loir        | 49216      |                  | 11,99            | 565 (2022)                        | 47                 |
| Montreuil-sur-Maine       | 49217      |                  | 11,13            | 792 (2022)                        | 71                 |
| Mozé-sur-Louet            | 49222      |                  | 25,53            | 2 033 (2022)                      | 80                 |
| Mûrs-Erigné               | 49223      |                  | 17,29            | 6 172 (2022)                      | 357                |
| Le Plessis-Grammoire      | 49241      |                  | 9,14             | 2 649 (2022)                      | 290                |
| Les Ponts-de-Cé           | 49246      |                  | 19,55            | 12 863 (2022)                     | 658                |
| La Possonnière            | 49247      |                  | 18,36            | 2 478 (2022)                      | 135                |
| Rives-du-Loir-en-Anjou    | 49377      | commune nouvelle | 47,23            | 5 642 (2022)                      | 119                |
| Rochefort-sur-Loire       | 49259      |                  | 28,01            | 2 332 (2022)                      | 83                 |
| Saint-Augustin-des-Bois   | 49266      |                  | 27,28            | 1 283 (2022)                      | 47                 |
| Saint-Barthélemy-d'Anjou  | 49267      |                  | 14,58            | 9 496 (2022)                      | 651                |
| Saint-Clément-de-la-Place | 49271      |                  | 33,23            | 2 139 (2022)                      | 64                 |
| Saint-Clément-des-Levées  | 49272      |                  | 10,22            | 1 127 (2022)                      | 110                |
| Sainte-Gemmes-sur-Loire   | 49278      |                  | 14,83            | 3 617 (2022)                      | 244                |
| Saint-Georges-sur-Loire   | 49283      |                  | 33,36            | 3 787 (2022)                      | 114                |
| Saint-Germain-des-Prés    | 49284      |                  | 19,76            | 1 396 (2022)                      | 71                 |
| Saint-Jean-de-la-Croix    | 49288      |                  | 1,83             | 225 (2022)                        | 123                |
| Saint-Lambert-la-Potherie | 49294      |                  | 13,81            | 2 961 (2022)                      | 214                |
| Saint-Léger-de-Linières   | 49298      | commune nouvelle | 24,08            | 3 860 (2022)                      | 160                |
| Saint-Martin-du-Fouilloux | 49306      |                  | 14,82            | 1 693 (2022)                      | 114                |
| Saint-Melaine-sur-Aubance | 49308      |                  | 5,11             | 2 209 (2022)                      | 432                |
| Saint-Sigismond           | 49321      |                  | 12,72            | 390 (2021)                        | 31                 |
| Sarrigné                  | 49326      |                  | 2,97             | 891 (2022)                        | 300                |
| Savennières               | 49329      |                  | 21,01            | 1 351 (2022)                      | 64                 |
| Sceaux-d'Anjou            | 49330      |                  | 17,18            | 1 161 (2022)                      | 68                 |
| Seiches-sur-le-Loir       | 49333      |                  | 28,83            | 2 853 (2022)                      | 99                 |
| Sermaise                  | 49334      |                  | 7,19             | 341 (2022)                        | 47                 |
| Soulaines-sur-Aubance     | 49338      |                  | 12,72            | 1 344 (2022)                      | 106                |
| Soulaire-et-Bourg         | 49339      |                  | 18,08            | 1 477 (2022)                      | 82                 |
| Thorigné-d'Anjou          | 49344      |                  | 16,45            | 1 238 (2022)                      | 75                 |
| Tiercé                    | 49347      |                  | 33,7             | 4 498 (2022)                      | 133                |
| Trélazé                   | 49353      |                  | 12,2             | 15 620 (2022)                     | 1 280              |
| Val d'Erdre-Auxence       | 49183      | commune nouvelle | 130,24           | 4 967 (2022)                      | 38                 |
| Val-du-Layon              | 49292      | commune nouvelle | 29,63            | 3 508 (2022)                      | 118                |
| Verrières-en-Anjou        | 49323      | commune nouvelle | 24,83            | 7 946 (2022)                      | 320                |

## Évolution démographique
| 1968    | 1975    | 1982    | 1990    | 1999    | 2007    | 2012    | 2017    |
| ------- | ------- | ------- | ------- | ------- | ------- | ------- | ------- |
| 267 919 | 295 930 | 324 134 | 351 003 | 376 922 | 396 455 | 407 535 | 422 654 |

## Zonage de 1999
D'après la délimitation établie par l'INSEE, en 1999, l'aire urbaine d'Angers est composée de 89 communes, toutes situées en Maine-et-Loire. 
Douze de ces communes font partie de son pôle urbain, l'unité urbaine d'Angers (couramment : agglomération) d'Angers.
Les 77 autres communes, dites monopolarisées, se répartissent entre 64 communes rurales et 13 communes urbaines, dont : 
- sept sont des villes isolées (unités urbaines d’une seule commune) : Briollay, Brissac-Quincé, Mazé, Montreuil-Juigné, Saint-Georges-sur-Loire, Seiches-sur-le-Loir et Tiercé ;
- deux forment l’unité urbaine de Saint-Mathurin-sur-Loire : Saint-Mathurin-sur-Loire et La Ménitré ;
- quatre forment l’unité urbaine de Brain-sur-l'Authion : Brain-sur-l'Authion, Andard, Corné et Le Plessis-Grammoire.

En 1999, ses 332 624 habitants (pour 89 communes) font d'elle la 23e des aires urbaines françaises.
L'aire urbaine d'Angers fait partie de l'espace urbain d'Angers.
Le tableau suivant détaille la répartition de l'aire urbaine sur le département (les pourcentages s'entendent en proportion du département) :
| Département    | Communes | Communes (%) | Superficie (km2) | Superficie (%) | Population (1999) | Population (%) |
| -------------- | -------- | ------------ | ---------------- | -------------- | ----------------- | -------------- |
| Maine-et-Loire | 89       | 24,5         | 1 502,42         | 21,0           | 332 624           | 45,4           |

En 2006, la population de l'aire s’élevait à 345 305 habitants.